# Eric Wattellier
Eric Wattellier, né le 7 septembre 1987, est arbitre fédéral français de football. 

## Biographie
Eric Wattellier est chirurgien-dentiste de profession.

### Carrière d'arbitre
Arbitre de Ligue 1 depuis 2018, le Toulougien a été promu arbitre international FIFA à compter du 1er janvier 2024,. Le 3 Avril 2024, il arbitre un match de Play-Off du Championnat grec opposant l'Olympiakós Le Pirée à l'Aris Salonique. Touché musculairement dès la 9e minute de jeu entre Nantes et Rennes le dimanche 8 décembre en Ligue 1, il a été remplacé par le quatrième arbitre, Mickaël Leleu.
Le 26 janvier 2025, Éric Wattellier arbitre le bouillant Nice-OM sous une forte pression médiatique. Critiqué par les Marseillais avant le match, puis mis en garde par les Niçois, il se retrouve au centre d’un débat sur l’influence des clubs sur l’arbitrage en Ligue 1.

#### Pionnier de l’arbitrage avec caméra embarquée en Ligue 1
Lors du match Monaco-Lille du 18 octobre 2024, comptant pour la 8ᵉ journée de Ligue 1, Éric Wattellier a marqué l’histoire en devenant le premier arbitre de l’élite française à officier avec une caméra embarquée. Ce dispositif, fixé sur son torse, a permis de capter des images immersives depuis son point de vue.
Un moment particulièrement marquant a été filmé lorsqu’il a sorti un carton rouge à l’encontre du Monégasque Jordan Teze. Les spectateurs ont ainsi pu découvrir, lors d’un reportage diffusé par Téléfoot, l’intensité des échanges sur le terrain.
Cette initiative, portée par TF1, visait à illustrer la complexité du métier d’arbitre, souvent méconnu. Éric Wattellier est ainsi devenu le symbole d’une innovation technologique qui rapproche les spectateurs du quotidien des acteurs du jeu.

### Président du District des Pyrénées-Orientales de Football
Eric Wattellier a commencé le football à l'âge de 5 ans et à joué pendant 15 années au niveau district. Le 15 juin 2024, il est réélu à la présidence du District des Pyrénées-Orientales de Football à la suite de sa première élection en date du 11 décembre 2020. Le samedi 15 juin 2024 il est réélu président avec 92% des suffrages.

## Statistiques*
*Comprenant les rôles d'arbitre central, arbitre assistant et arbitre VAR
| Catégorie                             | Nombres de Matchs | Catégorie                            | Nombres de Matchs |
| Ligue 1                               | 185               | UEFA Champions League Qualification  | 1                 |
| Playoffs Ligue 1/Ligue 2              | 1                 | UEFA Europa League Qualification     | 5                 |
| Ligue 2                               | 52                | UEFA Conference League Qualification | 3                 |
| National                              | 41                | UEFA Conference League               | 6                 |
| Coupe de France                       | 28                | UEFA Europa League                   | 6                 |
| Coupe de la Ligue                     | 3                 | UEFA Nations League A                | 2                 |
| Super League Play-off (Grèce)         | 1                 | UEFA Nations League C                | 2                 |
| Éliminatoires Coupe du monde (Europe) | 1                 | UEFA Euro qualifying U21             | 2                 |
| Amicaux internationaux                | 1                 | UEFA Youth League                    | 2                 |
| Qualifications Euro                   | 3                 |                                      |                   |
| ------------------------------------- | ----------------- | ------------------------------------ | ----------------- |